# بيير ماسيني
بيير ماسيني (بالهولندية: Peer Mascini) (1941 - 2019)؛ ممثل هولندي. اشتهر أكثر بالتمثيل في وصلات الدعاية والإشهار. كان قد حصل على جائزة العجل الذهبي في هولندا في العام 1997.

## روابط خارجية
- بيير ماسيني على موقع IMDb (الإنجليزية)
- بيير ماسيني على موقع ألو سيني (الفرنسية)
- بيير ماسيني على موقع أول موفي (الإنجليزية)
- بيير ماسيني على موقع قاعدة بيانات الفيلم (الإنجليزية)
- بيير ماسيني على موقع كينوبويسك (الروسية)